# 博斯地区莫维尔
博斯地区莫维尔（法語：Morville-en-Beauce，法語發音：[mɔʁvil ɑ̃ bos]）是法国卢瓦雷省的一个市镇，位于该省北部，属于皮蒂维耶区。

## 地理
博斯地区莫维尔（48°15'0"N, 2°10'21"E）面积11.02 平方千米，位于法国中央-卢瓦尔河谷大区卢瓦雷省，该省份为法国中北部省份，北起埃松省，西北接厄尔-卢瓦省，西南接卢瓦-谢尔省，南至涅夫勒省和谢尔省，东临约讷省，东北接塞纳-马恩省。
与博斯地区莫维尔接壤的市镇（或旧市镇、城区）包括：蒂尼翁维尔、瑞讷河畔欧特吕、博斯地区沙尔蒙、吉涅维尔、安特维尔拉盖塔尔。

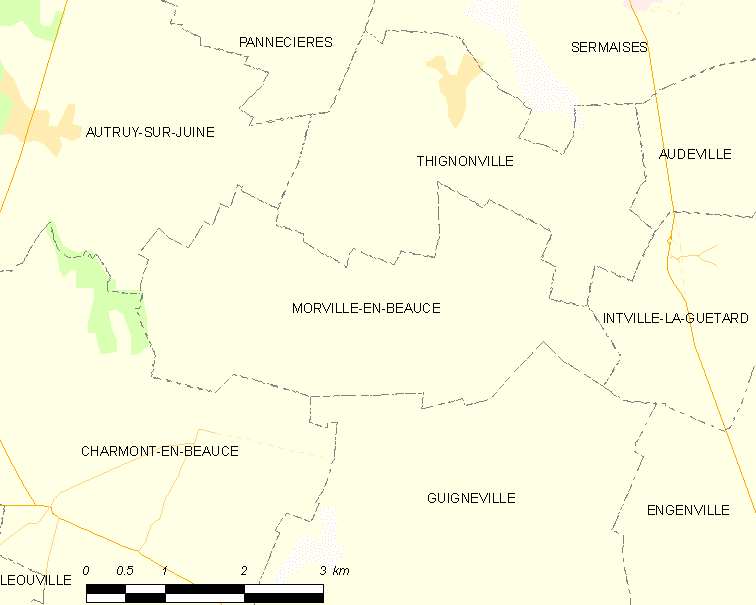
博斯地区莫维尔的OSM定位图

博斯地区莫维尔的时区为UTC+01:00、UTC+02:00（夏令时）。

## 行政
博斯地区莫维尔的邮政编码为45300，INSEE市镇编码为45217。

## 政治
博斯地区莫维尔所属的省级选区为皮蒂维耶县。

## 人口

1962-2008年间博斯地区莫维尔人口变化图示

博斯地区莫维尔于2022年1月1日时的人口数量为175人。